# NGC 5820
 NGC 5820  هي مجرة محدبة تقع في كوكبة العواء (كوكبة). تقع بالقرب من NGC 5821، وهي مجرة ذات كتلة مماثلة في نفس انزياح أحمر.

## وصلات خارجية
- NGC 5820 على موقع ويكي سكاي: DSS2, SDSS, GALEX, IRAS, Hydrogen α, X-Ray, Astrophoto, Sky Map, Articles and images